# Danh sách nhân vật trong Thanh gươm diệt quỷ

Một số nhân vật chính

Dưới đây là danh sách nhân vật trong manga và anime Thanh gươm diệt quỷ của tác giả Gotōge Koyoharu.

## Nhân vật chính

### Kamado Tanjirō
Lồng tiếng bởi: Hanae Natsuki, Satō Satomi (tiếng Nhật), Ánh Vân (tiếng Việt)
Kamado Tanjirō (竈門 炭治郎 (Táo-Môn Thán-Trị-Lang)) là người con cả trong gia đình  nhà kamado  và kiếm tiền bằng nghề bán than. Vào một ngày Tanjiro xuống núi để bán than, cả gia đình cậu đã bị sát hại bởi chúa quỷ Muzan và chỉ duy nhất có em gái Nezuko sống sót. Tanjirō quyết định tham gia Sát Quỷ Đoàn để trả thù và tìm cách biến em gái trở lại thành người. Tanjirō là một người hiền lành, dễ gần và thường cảm thông không chỉ các nạn nhân là con người mà còn với cả quỷ. Sự tốt bụng, lạc quan vô hạn và hồn nhiên khiến cậu được nhiều người quý mến. Tanjirō còn có khứu giác rất nhạy bén. Cậu được cựu Thủy Trụ Urokodaki Sakonji dạy cho Hơi Thở Toàn Tâm Tập Trung.

### Kamado Nezuko
Lồng tiếng bởi: Kitō Akari (tiếng Nhật), Cao Thuỵ Thanh Hồng (tiếng Việt)
Kamado Nezuko (竈門 禰豆子 (Táo-Môn Nỉ-Đậu-Tử)) là em gái của Tanjirō. Cô bé đã ở cùng gia đình khi bị quỷ tấn công và sát hại. Nhận ra em gái mình còn sống, Tanjirō đã cố gắng đưa cô bé đi gặp bác sĩ. Không may trên đường đi, cô bé đã biến thành quỷ. Điều đặc biệt là không giống như những loài quỷ khác, cô vẫn giữ được ý thức, vẫn nhận ra Tanjirō và bảo vệ cậu khi bị Tomioka Giyū đánh ngất đi vì bảo vệ mình. Sau đó, Nezuko được Urokodaki thôi miên rằng không được ăn thịt và phải bảo vệ con người. Thay vì ăn thịt người, Nezuko lại hồi phục thể lực bằng cách ngủ. Cô bé hiếm khi nói sau khi biến thành quỷ và miệng luôn bị phong ấn bởi một đoạn tre để đề phòng cô bé cắn người. Nezuko cũng có những sức mạnh của loài quỷ như: khả năng tái tạo, sức mạnh vượt trội, thay đổi kích thước cơ thể và sử dụng được Huyết Quỷ Thuật - Bộc Huyết (血鬼術 - 爆血 Kekkijutsu - Bakketsu) khiến máu của mình bốc cháy ngay lập tức với một ngọn lửa nóng. Vì gia đình là truyền nhân của hơi thở mặt trời nên cô đã kháng lại được ánh nắng mặt trời.

### Agatsuma Zenitsu
Lồng tiếng bởi: Shimono Hiro (tiếng Nhật), Đặng Hoàng Khuyết (tiếng Việt)
Agatsuma Zenitsu (我妻 善逸 (Ngã-Thê Thiên-Dật)) là một cậu bé nhút nhát tham gia Sát Quỷ Đội cùng thời điểm với Tanjirō. Zenitsu được dạy Hơi thở của Sấm sét (雷の呼吸 (Lôi chi Hô Hấp) Kaminari no Kokyū) bởi cựu Minh Trụ Kuwajima Jigorō. Kỹ thuật này giúp gia tăng sức mạnh và tốc độ của người dùng trước loài quỷ. Có tổng cộng sáu thức kiếm có thể được sử dụng với Hơi Thở của Sấm Sét, nhưng Zenitsu chỉ có thể sử dụng một thức duy nhất (thức đơn giản nhất) trong sáu thức. Do vậy, cậu thường tự ti về bản thân. Cậu là bạn đồng hành đầu tiên của Tanjirō và trở nên gắn bó thân thiết với nhau, nhưng lại si mê thái quá với Nezuko nên khiến Tanjirō đôi khi rất vất vả để ngăn cậu bày trò ngốc nghếch với em gái. Zenitsu rất nhút nhát và luôn bi quan, luôn cho rằng mình sẽ chết sớm trong khi thực hiện nhiệm vụ. Nhưng mỗi khi trong nỗi sợ hãi tột cùng, cậu sẽ rơi vào trạng thái "ngủ" và sử dụng kiếm thuật của mình hoàn toàn chỉ dựa vào bản năng, tuy nhiên sau khi tỉnh dậy thì cậu sẽ không hề nhớ được mình đã làm gì. Zenitsu còn có thính giác rất nhạy bén. Zenitsu tự sáng chế ra Thức thứ 7 (漆ノ型 (Thất chi Hình) Shichi no Kata) cho Hơi thở của Sấm sét, Hỏa Lôi Thần (火雷神 Honoikazuchi no Kami).

### Hashibira Inosuke
Lồng tiếng bởi: Matsuoka Yoshitsugu (tiếng Nhật), Huỳnh Phương Hoàng Trí (tiếng Việt)
Hashibira Inosuke (嘴平 伊之助 (Chủy-Bình Y-Chi-Trợ)) là một chàng trai có mái tóc ngắn ngang vai, xuống dần đuôi tóc là màu xanh nước biển và được nhận xét là có khuôn mặt khá nữ tính. Câu luôn đội mặt nạ lợn rừng. Khi Inosuke còn là một đứa bé sơ sinh, mẹ cậu đã bị Dōma - Thượng Huyền Nhị - giết chết. Trước khi chết, bà đã ném Inosuke xuống sông với hi vọng cậu sẽ sống sót. Sau đó, cậu được một con lợn rừng nuôi và được một ông già ở gần ngọn núi dạy nói. Inosuke lần đầu tiên gặp Tanjirō và Zenitsu khi cậu bị nhốt trong căn nhà của Quỷ trống Kyōgai. Inosuke là người tạo ra Hơi thở của Thú (獣の呼吸 (Thú chi Hô Hấp) Kedamono no Kokyū), đồng thời cậu có khả năng miễn nhiễm độc, tự bẻ khớp dễ dàng và có thể tự di chuyển nội tạng (được thấy khi đấu với Daki và Gyūtarō).

### Tsuyuri Kanao
Lồng tiếng bởi: Reina Ueda
Tsuyuri Kanao (栗花落 カナヲ (Lật-Hoa-Lạc-Hương-Nại-Hồ)) là em gái nuôi của Kochō Shinobu. Cô có mái tóc đuôi ngựa buộc lệch sang một bên bằng chiếc nơ bướm. Cha cô là một người ham mê rượu chè và thường xuyên bạo hành nên đã bán đi những đứa con của mình để có tiền. Khi Kanao bị bán đi, cô đã gặp Kanae và Shinobu, họ đã giải cứu cô và mang về nuôi. Ban đầu cô có tính cách khá vô cảm do luôn bị hành hạ khi xưa và luôn quyết định mọi việc bằng đồng xu mà Kanae để lại nhưng sau khi gặp Tanjirō cô đã thay đổi suy nghĩ của mình. Cô sử dụng Hơi thở của Hoa (花の呼吸 (Hoa chi Hô Hấp) Hana no Kokyū) rất điêu luyện và đã cùng Inosuke tiêu diệt Thượng Huyền Nhị Dōma để trả thù cho Shinobu.

### Shinazugawa Genya
Lồng tiếng bởi: Okamoto Nobuhiko (tiếng Nhật), Đặng Hoàng Khuyết (tiếng Việt)
Shinazugawa Genya (不死川 玄弥 (Bất-Tử-Xuyên Huyền-Di)) có vết sẹo ngang mặt giống anh trai của mình, Phong Trụ Shinazugawa Sanemi. Hồi bé mẹ cậu đã hoá quỷ và tấn công gia đình cậu nhưng Sanemi đã tiêu diệt mẹ cậu khiến cậu hiểu nhầm và ghét anh trai mình. Sau này cậu đã gia nhập Sát Quỷ Đội. Tuy ban đầu có thái độ cộc cằn với mọi người nhưng về sau cậu lại rất dịu dàng và đặc biệt yêu quý anh trai Sanemi. Khi chiến đấu cậu không sử dụng Hơi thở mà là một cặp súng. Ngoài ra cậu còn có thể ăn thịt quỷ và có khả năng của quỷ tạm thời. Trong trận chiến với Thượng Huyền Nhất Kokushibō cậu đã ăn một phần cơ thể hắn và đã chết do phân rã giống một con quỷ.

## Sát Quỷ Đội
Sát Quỷ Đội (鬼殺隊 (Quỷ Sát Đội) Kisatsu-tai) là tổ chức diệt quỷ chủ lực nhưng không được chính phủ công nhận. Đương chủ của Gia tộc Ubuyashiki thường cũng sẽ là Thủ lĩnh của Sát Quỷ Đội. Các thành viên trong Sát Quỷ Đội được gọi là "Đội viên". Hàng trăm Đội viên sẽ có cấp bậc được xếp theo Thiên Can (cao nhất là Giáp, thấp nhất là Quý). Thành viên chủ chốt, có vai trò quan trọng, kỹ năng cao tương xứng với một hệ của hơi thở thì được phong làm Trụ (柱 Hashira), là trụ cột cho Sát Quỷ Đội và dẫn dắt các Đội viên cấp dưới. Danh xưng "Sát Quỷ Đội" thường do các thành viên sử dụng, còn bên ngoài bất kể Người hay Quỷ thường gọi Sát Quỷ Đội là Kẻ săn quỷ (鬼狩り (Quỷ Thú) Oni-Gari).
Các thành viên đều có đồng phục sau lưng in một chữ Hán là chữ Diệt (滅 , âm tiếng Nhật có thể đọc là "Horobi" (ほろび) theo kun'yomi hoặc "Metsu" (めつ) theo on'yomi), mang vũ khí có tên là Nhật Luân Đao (日輪刀 Nichirin-tō) - thanh katana có thể hấp thụ sức mạnh của ánh sáng mặt trời (thiên địch của quỷ), được rèn từ Tinh Tinh Phi Sa Thiết (猩々緋砂鉄 Shōjōhi-satetsu) và Tinh Tinh Phi Khoáng Thạch (猩々緋鉱石 Shōjōhi-kōseki), là những khoáng vật khai thác từ Dương Quang sơn (陽光山 Yōkō-zan). Nhật Luân Đao sẽ thay đổi màu khi thành viên sử dụng kết hợp với kỹ thuật "Hơi thở" (bản gốc tiếng Nhật gọi là Hô Hấp pháp (呼吸法 Kokyū-hō)) và giúp họ chiến đấu chống lại sức mạnh của Quỷ.

### Gia tộc Ubuyashiki
Ubuyashiki Kagaya (産屋敷 耀哉 (Sản-Ốc-Phu Diệu-Tai))
Lồng tiếng bởi: Morikawa Toshiyuki
Ubuyashiki Kagaya là Đương chủ đời thứ 97 của gia tộc Ubuyashiki kiêm Thủ lĩnh Sát Quỷ Đội. Kagaya có thái độ điềm tĩnh, tầm hiểu biết rộng và giọng nói ấm áp làm cho người khác nhẹ nhàng và thoải mái hơn. Ngoài ra, những câu nói của anh thường đánh trúng vào mặt tâm lý của người đối diện và có thể xoa dịu cơn giận dữ của họ.
Kagaya có tóc dài ngang vai, và khuôn mặt như bị thối rữa do lời nguyền của dòng họ Ubuyashiki, khiến cho đôi mắt anh không thể nhìn thấy được nữa. Trước khi chết, lời nguyền này đã lan ra khắp cơ thể. Khi Muzan phát hiện vị trí và đến nơi ở của Kagaya, anh đã nói chuyện với hắn nhằm câu giờ để bẫy được kích hoạt, khiến cả căn nhà bị nổ tung. Trước khi Kagaya chết, Muzan đã nói rằng anh có nụ cười giống như một vị Phật.
Ubuyashiki Amane (産屋敷 あまね (Sản-Ốc-Phu Thiên-Âm))
Lồng tiếng bởi: Rina Sato
Vợ và người chăm sóc Kagaya. Cô chết chung với chồng mình trong vụ nổ điền trang Ubuyashiki.
Ubuyashiki Hinaki (産屋敷 ひなき (Sản-Ốc-Phu Sồ-Y))
Lồng tiếng bởi: Yumiri Hanamori
Một trong những người con của Ubuyashiki và là người con đầu trong 5 đứa con sinh năm của Kagaya và Amane. Cô chết trong vụ nổ điền trang Ubuyashiki.
Ubuyashiki Nichika (産屋敷 にちか (Sản-Ốc-Phu Nhật-Hương))
Lồng tiếng bởi: Ari Ozawa
Một trong những người con của Ubuyashiki và là người con thứ hai trong 5 đứa con sinh năm của Kagaya và Amane. Cô chết trong vụ nổ điền trang Ubuyashiki.
Ubuyashiki Kiriya (産屋敷 輝利哉 (Sản-Ốc-Phu Huy-Lợi-Tai))
Lồng tiếng bởi: Aoi Yuki
Con trai duy nhất và cũng là người con thứ ba trong 5 đứa con sinh năm của Kagaya và Amane, người xuất hiện trong Kỳ thi sát quỷ mà Tanjirō đã tham gia. Anh gần như giống hệt hai em gái Kanata và Kuina, ngoại trừ mái tóc đen của mình với mái tóc trắng của họ. Sau cái chết của cha mình, Kiriya nhanh chóng trở thành người kế vị Kagaya, chỉ huy Sát Quỷ Đội trong trận chiến cuối cùng chống lại Muzan và lực lượng của hắn. Sau cái chết của Muzan, Kiriya chính thức giải tán Sát Quỷ Đội, vì nhiệm vụ của họ là đánh bại Muzan và những con quỷ của hắn đã hoàn thành.
Ubuyashiki Kuina (産屋敷 くいな (Sản-Ốc-Phu Hàng-Nại))
Một trong những người con của Ubuyashiki và là người con thứ tư trong 5 đứa con sinh năm của Kagaya và Amane. Sau cái chết của cha cô, cô đã hỗ trợ Kiriya trong trận chiến cuối cùng.
Ubuyashiki Kanata (産屋敷 かなた (Sản-Ốc-Phu Bỉ-Phương))
Một trong những người con của Ubuyashiki và là người con út trong 5 đứa con sinh năm của Kagaya và Amane Sau cái chết của cha cô, cô đã hỗ trợ Kiriya trong trận chiến cuối cùng.

### Trụ
Tomioka Giyū (冨岡 義勇 (Phú-Cương Nghĩa-Dũng))
Lồng tiếng bởi: Sakurai Takahiro

Các Trụ cột của Sát Quỷ Đội

Thủy Trụ của Sát Quỷ Đội và là Thợ săn quỷ đầu tiên mà Tanjirō gặp. Anh ban đầu cố gắng giết Nezuko, nhưng sau đó đã ngừng tay khi thấy cô bảo vệ Tanjirō. Tomioka đưa cả hai đến cựu Thủy Trụ Urokodaki với hy vọng Tanjirō sẽ thành thạo được Hơi thở và trở thành một Trụ, cũng như biến Nezuko trở lại thành người. Thậm chí anh đã thề sẽ mổ bụng cùng với thầy Urokodaki Sakonji nếu như Nezuko ăn thịt người.
Tomioka Giyū là một người lạnh lùng và mặc cảm, thường tự ti rằng mình không xứng đáng là một Trụ mặc dù thành thạo Hơi thở của Nước (水の呼吸 (Thủy chi Hô Hấp) Mizu no Kokyū). Anh tin rằng một trong những đồng đội của mình, Sabito, người đã chết khi cứu anh khỏi bị quỷ giết, là người duy nhất phù hợp với vai trò này. Tomioka đã sáng tạo ra Thức thứ 11 (拾壱ノ型 (Thập nhất chi Hình) Jū Ichi no Kata) cho Hơi thở của Nước, Lặng (凪 Nagi). Anh đã có ấn Sát Quỷ hình làn sóng màu xanh lam trên má phải của anh.
Kochō Shinobu (胡蝶 しのぶ (Hồ-Điệp Nhẫn))
Lồng tiếng bởi: Saori Hayami
Trùng trụ của Sát Quỷ Đội, sử dụng thành thạo các thức của Hơi thở của Côn trùng (蟲の呼吸 (Trùng chi Hô Hấp) Mushi no Kokyū). Shinobu có mái tóc màu đen đuôi tím được cột lại bằng một chiếc nơ bướm. Shinobu có dáng người nhỏ nhắn. Mắt Shinobu màu tím giống với mắt côn trùng. Cô thường khoác trên mình bộ đồng phục Diệt Quỷ và chiếc haori với họa tiết cánh bướm (vốn của chị gái cô - Kanae đã từng mặc). Cô thường mang theo mình thanh kiếm giống như kim tiêm để ngấm độc tử đằng dễ dàng.
Gia đình Shinobu có 4 người: cha, mẹ, chị gái Kanae và Shinobu. Họ sống rất vui vẻ và hạnh phúc cho đến ngày bố mẹ Shinobu bị một con quỷ giết chết. Trong lúc con quỷ đang định tiến đến ăn thịt 2 chị em thì Nham trụ Himejima Gyōmei đã kết liễu con quỷ và cứu 2 chị em. Từ ngày đó, Shinobu và Kanae đã quyết định trở thành thợ săn quỷ để cứu giúp những người khác thoát khỏi hoàn cảnh họ từng trải qua. Sau này, trong một chuyến đi, Shinobu và Kanae đã cứu cô bé Kanao Tsusuyuri và huấn luyện để cô bé trở thành tsuguko tiếp theo. Shinobu sống cùng Kanae, Kanao trong Trang viên Điệp phủ.
Shinobu vốn là một cô gái mạnh mẽ và có phần hơi nóng tính trước khi Kanae bị Dōma - Thượng Huyền Nhị sát hại. Cô luôn luôn yêu quý, che chở và bảo vệ cho chị gái Kanae - vốn là người thân duy nhất còn sống của mình. Sau khi Kanae bị sát hại, cô trở nên thâm độc hơn. Tuy luôn nở nụ cười trên môi nhưng trong cô luôn tỏa ra cơn giận dữ. Cô giết quỷ không nhân nhượng nhưng lại đối xử rất nhân từ với con người, đặc biệt là đối với anh em nhà Kamado. Cô đã đặt hy vọng vào Tanjirō. Cô mong Tanjirō sẽ thực hiện mong ước của cô, điều mà cô không bao giờ làm được, đó là cảm thông và kết bạn với quỷ. Cô bị Dōma giết khi tham gia vào trận chiến cuối cùng của Sát Quỷ Đội. Shinobu có sức mạnh thể chất khá yếu khi không thể chặt đầu quỷ nhưng cô có tốc độ rất nhanh và lực đâm mạnh. Vì thế cô tự phát triển kỹ thuật chiến đấu của riêng mình với Hơi thở của Côn trùng, kỹ thuật tập trung vào tốc độ đâm và lực đâm để tiêm chất độc vào kẻ thù. Thượng Huyền Nhị Dōma đánh giá cô là Trụ Cột nhanh nhất mà anh biết vì tuy không thể chặt đầu nhưng cô lại có thể tiêm vào người Dōma một lượng lớn chất độc trong lúc chiến đấu bằng tốc độ mà ngay cả Thượng Huyền Nhị cũng không theo kịp. Tuy bị Dōma hấp thụ nhưng cô sớm đoán được chuyện này nên đã truyền vào cơ thể mình 37kg chất độc hoa tử đằng khiến hắn suy yếu đủ để các thợ săn khác giết hắn. Đồng thời cô cũng hợp tác với Tamayo để chuẩn bị loại thuốc đặc biệt làm Muzan yếu đi rất nhiều kịp để các Trụ Cột kéo dài thời gian chiến đấu.
Rengoku Kyōjurō (煉獄 杏寿郎 (Luyện-Ngục Hạnh-Thọ-Lang))
Lồng tiếng bởi: Hino Satoshi
Viêm Trụ của Sát Quỷ Đội. Anh là con trai cả của Cựu Viêm trụ Rengoku Shinjurō. Anh là một người mạnh mẽ, lạc quan và hay mỉm cười, luôn vui vẻ và tốt bụng với mọi người. Tuy còn trẻ nhưng sức mạnh của anh rất vượt trội, sử dụng thành thạo các thức của Hơi thở của Ngọn lửa (炎の呼吸 (Viêm chi Hô Hấp) Honō no Kokyū). Ngoài ra, anh có một ý chí kiên cường như ngọn lửa, biểu tượng của anh. Nguồn gốc của ý chí này là từ mẹ anh, Rengoku Ruka. Trong trận chiến chống lại Thượng Huyền Tam Akaza để bảo vệ Tanjirō và những người khác trên tàu, anh đã hi sinh do vết thương quá nặng.
Uzui Tengen (宇髄 天元 (Vũ-Tủy Thiên-Nguyên))
Lồng tiếng bởi: Katsuyuki Konishi
Âm trụ của Sát Quỷ Đội, sử dụng thành thạo các thức của Hơi thở của Âm thanh (音の呼吸 (Âm chi Hô Hấp) Oto no Kokyū), người lúc nào cũng phải hô từ "hào nhoáng". Anh xuất thân từ một gia tộc Nhẫn giả và có 3 người vợ là Makio (まきを), Suma (須磨) và Hinatsuru (雛鶴). Tengen là một thanh niên có vẻ ngoài cao lớn và cơ bắp, đôi mắt màu hạt dẻ và vẽ thêm họa tiết hình bông hoa màu đỏ quanh mắt. Anh có mái tóc trắng dài được quấn dải băng trắng đính kèm thêm phụ kiện đầu. Trông anh lúc nào cũng sặc sỡ và lòe loẹt. Tengen mặc bộ đồng phục Thợ Săn Quỷ tiêu chuẩn và không có tay áo, đeo sau lưng hai thanh Nhật Luân Đao rất to và nặng, được bọc vải và nối xích phần cán với nhau. Sau cuộc chiến với Thượng huyền Lục Daki và Gyuutarou, Tengen đã bị mất đi mắt trái và bàn tay trái, không thể chiến đấu được nữa nên anh nghỉ hưu.
Anh không tham gia trận chiến cuối cùng với Muzan. Cuối truyện khi anh cùng ba người vợ đến thăm Tanjirō sau trận chiến, được nhìn thấy đang mặc một bộ yukata với những hoa văn màu đen, đeo cái bịt mắt màu đen cũng kèm các phụ kiện lên đó, bỏ đi dải băng trắng quấn trên đầu và xõa mái tóc trắng bạc của mình ra.
Kanroji Mitsuri (甘露寺 蜜璃 (Cam-Lộ-Tự Mật-Ly))
Lồng tiếng bởi: Kana Hanazawa
Luyến trụ của Sát Quỷ Đội, sử dụng thành thạo các thức của Hơi thở của Tình yêu (恋の呼吸 (Luyến chi Hô Hấp) Koi no Kokyū). Cô là cô gái hay thẹn thùng, vui vẻ và hâm mộ người khác. Tính hâm mộ của cô lớn tới mức cả sự tức giận của Trùng Trụ, những vết sẹo nhiều thêm của Phong Trụ, sự khinh bỉ của Xà Trụ hay sự cô đơn của Thủy Trụ, cô đều rất thích. Lý do cô vào Sát Quỷ Đội là vì cô muốn tìm người chồng mạnh mẽ cho mình. Có một điều đặc biệt là cô có sức mạnh của 8 người, sức ăn của 3 sumo nên cô rất mạnh dù là nữ, nhưng vì chính nó nên cô bị người khác khinh bỉ. Cô đã có ấn Sát Quỷ hình 2 trái tim đối ngược nhau và 2 chiếc lá bên cạnh màu hồng và xanh lá trà trên cổ. Tóc cô cũng rất đặc biệt vì cô ăn mochi anh đào quá nhiều. Cô sử dụng một thanh kiếm dẻo và dài, phù hợp với kĩ năng Hơi thở của Tình Yêu.
Tokitō Muichirō (時透 無一郎 (Thời-Thấu Vô-Nhất-Lang))
Lồng tiếng bởi: Kawanishi Kengo
Hà trụ của Sát Quỷ Đội, là Trụ trẻ tuổi nhất với độ tuổi 14. Cậu sử dụng thành thạo các thức của Hơi thở của Sương mù (霞の呼吸 (Hà chi Hô Hấp) Kan Kasumi no Kokyū). Cậu là một người nhỏ nhắn, trầm lặng và hay bỏ lơ mọi thứ xung quanh. Muichirō lúc đầu không quan tâm mọi thứ nhiều cho đến khi cậu gặp và hiểu được Tanjirō, sau đó đã coi Tanjirō là người bạn đặc biệt. Trong quá khứ, cậu rất lạc quan và tò mò nhưng bị anh mình, Tokitō Yuichirō phản đối và bác bỏ nên cậu rất buồn. Nhưng cái chết của anh cậu đã làm Muichirō sốc tới mức cảm xúc của cậu rất mờ nhạt và cậu đã quên đi khá nhiều kí ức của mình trước khi trở thành thợ săn quỷ. Cậu đã có ấn Sát Quỷ hình mây màu đỏ ở 2 bên má của cậu. Trong trận chiến cuối cùng, Muichirō hi sinh khi tiêu diệt Thượng huyền nhất Kokushibō trong Vô hạn thành.
Himejima Gyōmei (悲鳴嶼 行冥 (Bi-Minh-Tự Hành-Minh))
Lồng tiếng bởi: Tomokazu Sugita
Nham Trụ của Sát Quỷ Đội, thành thạo các thức của Hơi thở của Đá nham (岩の呼吸 (Nham chi Hô Hấp) Iwa no Kokyū). Anh được Inosuke và Tanjirō nhìn nhận là "Thợ Săn Quỷ mạnh nhất". Gyōmei là một thanh niên có vẻ ngoài cao lớn và là Thợ Săn Quỷ cao to nhất trong số các Trụ Cột. Anh có cơ thể cực kỳ cơ bắp và khỏe mạnh. Là một nhà sư, anh luôn đeo một chiếc vòng cổ và một chuỗi tràng hạt đính cườm bất cứ khi nào anh ta không tham gia vào trận chiến. Gyōmei có mái tóc đen với vết sẹo chạy dọc trán. Anh là nhân vật duy nhất cho đến nay trong truyện không có bất kỳ tròng đen nào, có thể là vì anh bị mù. Và đôi mắt anh thường xuyên chảy nước mắt vì anh rất dễ xúc động. Trong cuộc chiến cuối cùng với Muzan, anh bị cắt mất chân trái, và sau cùng kiệt sức mà qua đời.
Iguro Obanai (伊黒 小芭内 (Y-Hắc Tiểu-Ba-Nội))
Lồng tiếng bởi: Kenichi Suzumura
Xà trụ của Sát Quỷ Đội, sử dụng thành thạo các thức của Hơi thở của Rắn (蛇の呼吸 (Xà chi Hô Hấp) Hebi no Kokyū). Anh là một người nghiêm khắc và khó tính. Khi lần đầu gặp Tanjirō, anh rất khinh bỉ cậu và coi cậu là cái gai của Sát Quỷ Đội vì cậu đem Nezuko theo. Tuy thế, anh rất thích và dịu dàng với Luyến Trụ nhưng rốt cuộc chỉ được nhận tình bạn của cô. Mặt anh quấn dải băng trắng quanh mặt vì không muốn ai biết miệng mình bị rạch đến mang tai cũng như là quá khứ tủi nhục của anh. Anh có một con rắn trắng bầu bạn với anh là Kaburamaru và nó có thể biểu lộ cảm xúc giùm cho anh. Anh có cây kiếm uốn éo như cách di chuyển của anh. Trong trận chiến với Muzan cùng các Trụ, Iguro đã kích hoạt được ấn diệt quỷ của mình, nó có họa tiết của rắn và nhiều chấm tròn nhỏ nằm trên tay trái. Nhờ có ấn diệt quỷ, sức mạnh, sức chịu đựng của anh được tăng cường đến mức tối đa. Sau khi kích hoạt ấn, Nhật Luân Đao mà Iguro đang sử dụng đã chuyển sang màu đỏ.
Shinazugawa Sanemi (不死川 実弥 (Bất-Tử-Xuyên Thực-Di))
Lồng tiếng bởi: Tomokazu Seki
Phong trụ của Sát Quỷ Đội, sử dụng thành thạo các thức của Hơi thở của Gió (風の呼吸 (Phong chi Hô Hấp) Kaze no Kokyū). Anh là một người cực cục cằn, thô lỗ nhưng lại rất tôn trọng Ubuyashiki Kagaya. Trên người anh có rất nhiều vết sẹo. Anh căm thù bọn quỷ vì một con quỷ đã biến mẹ anh thành quỷ và sát hại cả gia đình, còn mỗi anh và Genya sống sót. Anh là một người có dòng máu hiếm khiến quỷ bị say và nó chính là át chủ bài khi nó khiến Thượng Huyền Nhất giảm sức chiến đấu. Anh còn có khả năng chịu đựng tốt và sử dụng được nhiều vũ khí cùng lúc. Bằng chứng là trong trận đấu với Thượng Huyền Nhất, anh đã chịu được những vết chém chí mạng của Kokushibo và dùng kiếm, súng của Genya cùng với kiếm của mình để chiến đấu. Anh có ấn Sát quỷ màu xanh lá với họa tiết chong chóng ở má phải.

### Cựu trụ cột
Kochō Kanae (胡蝶 カナエ (Hồ-Điệp Hương Nại Huệ))
Lồng tiếng bởi: Ai Kayano
Cô là Cựu Hoa Trụ của Sát Quỷ Đội, là chị ruột của Shinobu cũng như chị nuôi của Kanao. Cô sử dụng thành thạo các thức của Hơi thở của Hoa (花の呼吸 (Hoa chi Hô Hấp) Hana no Kokyū). Cô là người sở hữu cũ của chiếc haori có hoạ tiết cánh bướm. Cô hiền dịu, luôn mỉm cười và có lòng từ bi với quỷ. Kanae bị Thượng Huyền Nhị Douma sát hại.
Urokodaki Sakonji (鱗滝 左近次 (Lân-Long Tả-Cận-Thứ))
Lồng tiếng bởi: Hōchū Ōtsuka
Ông là Cựu Thủy Trụ, ông sử dụng thành thạo các thức của Hơi thở của Nước (水の呼吸 (Thủy chi Hô Hấp) Mizu no Kokyū) và đã truyền dạy nó cho Giyū, Sabito, Makomo và Tanjirō, ông luôn đeo mặt nạ tengu. 
Kuwajima Jigorō (桑島 慈悟郎 (Tang-Đảo Từ-Ngộ-Lang))
Lồng tiếng bởi: Shigeru Chiba
Ông là Cựu Minh trụ, ông sử dụng thành thạo các thức của Hơi thở của Sấm sét (雷の呼吸 (Lôi chi Hô Hấp) Kaminari no Kokyū) và đã truyền dạy nó cho Zenitsu và Kaigaku. Sau khi học trò Kaigaku của mình trở thành quỷ dữ, vì quá thất vọng và xấu hổ, ông đã tự sát.
Rengoku Shinjurō (煉獄 槇寿郎 (Luyện-Ngục Điên-Thọ-Lang))
Lồng tiếng bởi: Rikiya Koyama
Ông là Cựu Viêm Trụ, ông sử dụng thành thạo các thức của Hơi thở của Ngọn lửa (炎の呼吸 (Viêm chi Hô Hấp) Honō no Kokyū) và đã truyền dạy nó cho con trai ông, Viêm Trụ Kyōjurō.

### Điệp phủ
Kanzaki Aoi (神崎 アオイ (Thần Khí Quỳ))
Lồng tiếng bởi: Yuri Ehara
Một trong những học việc của Shinobu. Mặc dù đã vượt qua kỳ thi để gia nhập Sát quỷ, cô trở nên quá sợ hãi khi chiến đấu ở tiền tuyến và kể từ đó cô giám sát việc phục hồi của những người diệt quỷ bị thương đang được điều trị tại Điệp phủ.
Nakahara Sumi (中原 すみ (Trung-Nguyên Trừng))
Lồng tiếng bởi: Ayumi Mano
Cô là người chăm sóc và chữa trị vết thương cho các Thợ Săn Quỷ, hiện đang sống tại Điệp phủ. Cô có mái tóc cột hai bên cùng với hai chiếc nơ con bướm màu xanh dương. Cô cũng mặc một bộ đồng phục đầm có cột dây nơ màu xanh dương ở hông.
Takada Naho (高田 なほ (Cao-Điền Thái-Tuệ))
Lồng tiếng bởi: Yūki Kuwahara
Cô là người chăm sóc và chữa trị vết thương cho các Thợ Săn Quỷ, hiện đang sống tại Điệp phủ. Cô có mái tóc giống với Shinobu nhưng ngắn hơn, được tết thành hai bên cùng với hai chiếc nơ hình con bướm màu xanh lá cây. Cô cũng mặc 1 bộ đầm màu trắng và được cột lại bởi dây nơ màu xanh lá cây trên hông.
Terauchi Kiyo (寺内 きよ (Tự-Nội Thanh))
Lồng tiếng bởi: Nanami Yamashita
Cô là người chăm sóc và chữa trị vết thương cho các Thợ Săn Quỷ, hiện đang sống tại Điệp phủ. Cô có mái tóc thả xuống đến vai và có kiểu mái trông rất đặc biệt cùng với hai chiếc nơ hình con bướm đeo ở hai bên đầu.

### Làng Thợ rèn
Tecchikawahara Tecchin (鐵地河原 鐵珍 (Thiết-Địa-Hà-Nguyên Thiết-Trân))
Lồng tiếng bởi: Yusaku Yara
Ông là trưởng làng Thợ rèn và cũng là thợ rèn kiếm lành nghề nhất của làng. Ông nhận nuôi Hotaru, cũng chính là người rèn gươm cho Mitsuri.
Haganezuka Hotaru (鋼鐵塚 螢 (Cương-Thiết-Trủng Huỳnh))
Lồng tiếng bởi: Daisuke Namikawa
Thợ rèn phụ trách cho kiếm nhân vật chính. Anh cực kỳ ám ảnh bởi việc rèn kiếm và không tha thứ cho bất kỳ hành vi nào làm hỏng hay mất kiếm. Vì hay nóng giận nên các kiếm sĩ luôn đổi thợ rèn, còn Tanjirō thì không.
Kanamori Kōzō (鐵穴森 鋼藏 (Thiết-Huyệt-Sâm Cương-Tàng))
Lồng tiếng bởi: Eiji Takemoto
Là một thợ rèn hiền lành, không nóng tính như Hotaru. Nhưng khi bị Inosuke làm mẻ kiếm, anh đã rất tức giận. Anh ấy có khả năng hiểu được Hotaru và rất quan tâm đến người khác. Anh hiện là thợ rèn kiếm của Muichiro.
Kotetsu (小鐵 (Tiểu-Thiết))
Lồng tiếng bởi: Ayumu Murase
Là cư dân của làng thợ rèn, một cậu bé 10 tuổi đeo mặt nạ Hyottoko. Gia đình cậu chịu trách nhiệm quản lý, bảo trì và sửa chữa lại hình nhân chiến đấu Yoriichi Zeroshiki.

## Quỷ
Quỷ (鬼, Oni) là một chủng tộc sinh vật bất tử ăn thịt người để tồn tại và trở nên mạnh mẽ hơn sau mỗi con người mà chúng ăn thịt. Tất cả lũ quỷ trước đây đều là con người, những người đã mất hầu hết ký ức và dấu vết của loài người sau khi uống hoặc bị tiêm máu của Muzan, trở thành người hầu của hắn và chia sẻ tầm nhìn cũng như suy nghĩ của họ với hắn. Lũ quỷ sở hữu các giác quan, khả năng tái tạo và thể chất được nâng cao. Những con quỷ cấp cao hơn cũng có khả năng sử dụng những phép thuật mạnh mẽ được gọi là Huyết Quỷ Thuật (血鬼術, Kekkijutsu), những phép thuật dành riêng cho mỗi con quỷ.
Lũ quỷ rất yếu trước ánh sáng mặt trời nên sẽ biến chúng thành tro bụi khi tiếp xúc với nó. Chúng cũng có thể bị giết khi bị thành viên Sát quỷ đội sử dụng Nhật Luân Đao chặt đầu. Quỷ cũng dễ bị tổn thương bởi hoa tử đằng, tránh những nơi có nhiều hoa tử đằng và chiết xuất hoa tử đằng có thể gây chết chúng với liều lượng vừa đủ.

### Kibutsuji Muzan
Lồng tiếng bởi: Toshihiko Seki
Kibutsuji Muzan (鬼舞辻 無惨) là con quỷ đầu tiên và mạnh nhất còn tồn tại. Hắn ta ban đầu là một thanh niên ốm yếu sống trong thời Heian, người bị biến thành một con quỷ do một phương pháp điều trị thử nghiệm nhằm cứu mạng hắn ta. Kể từ đó, hắn đã tận tâm sử dụng máu của mình để tạo ra những con quỷ nhằm nỗ lực tạo ra một con quỷ miễn nhiễm với ánh sáng mặt trời. Mục tiêu này thúc đẩy hắn ta tấn công gia đình Tanjiro nhằm biến họ thành quỷ, và sau khi Nezuko, người sống sót duy nhất sau cuộc tấn công, thể hiện khả năng miễn dịch với ánh sáng mặt trời, hắn ta tập trung nỗ lực bắt để có thể ăn thịt cô bé.

### Thập Nhị Quỷ Nguyệt
Là 12 con quỷ ưu tú được Muzan chọn lọc ra và có một dấu ấn đặc biệt về tư cách thành viên của họ được khắc trên mắt. Chia làm 2 nhóm Thượng Huyền và Hạ Huyền, mỗi nhóm có 6 thành viên. Chỉ đứng sau Muzan, chúng là những con quỷ mạnh nhất từng sống. Sáu con quỷ yếu nhất được gọi là Hạ Huyền và được khắc một ký hiệu trên một mắt, trong khi sáu con quỷ mạnh nhất được gọi là Thượng Huyền và được khắc trên cả hai con mắt.

#### Thượng Huyền
Thượng Huyền (上弦, Jōgen) là những thành viên cấp cao của Thập Nhị, một số đã biến đổi cơ thể đến mức không giống như những con quỷ khác (chúng không thể bị giết bằng cách chặt đầu). Các thành viên không thay đổi trong hơn một thế kỷ và không có Sát quỷ đoàn nào giết được bất kỳ ai trong số chúng trước khi Tanjiro và bạn bè của cậu gia nhập đoàn.
Kokushibo (黒死牟, Kokushibo) - Thượng Huyền Nhất
Lồng tiếng bởi: Ryōtarō Okiayu
Thuộc hạ mạnh nhất của Muzan, người giữ danh hiệu Thượng Huyền Nhất. Khi còn là con người, ông là Sát quỷ tên là Michikatsu Tsugikuni (継国 巌勝, Tsugikuni Michikatsu) và là anh trai song sinh của Yoriichi. Ghen tị với tài năng của em trai mình, ông đã trở thành một con quỷ để hoàn thiện bản thân thành một kiếm sĩ không sợ cái chết. Là một Sát quỷ đã biến đổi, Kokushibo sử dụng kiểu thở được gọi là "Hơi Thở mặt trăng" (月の呼吸, Tsuki no kokyū), bắt nguồn từ Hơi thở mặt trời của Yoriichi. Ông chết khi chiến đấu với bốn người gồm Muichiro, Genya, Sanemi và Gyomei.
Doma (童磨, Doma) - Thượng Huyền Nhị
Lồng tiếng bởi: Mamoru Miyano
Một con quỷ hư vô giữ vị trí Thượng Huyền Nhị. Là một con người, cha mẹ coi hắn là người hoàn hảo và may mắn, bắt đầu một giáo phái tôn giáo xoay quanh hắn. Sau khi họ chết, hắn nắm quyền kiểm soát giáo phái, và sau khi Muzan biến hắn ta thành quỷ, hắn bắt đầu ăn thịt những người theo mình với niềm tin rằng họ sẽ sống mãi bên trong hắn ta. Một thành viên trong giáo phái của hắn ta là Kotoha, mẹ của Inosuke, người mà hắn đã ăn thịt khi bà cố gắng chạy trốn khi biết được bản chất thật của hắn. Hắn ta cũng chịu trách nhiệm giết Kanae, chị gái của Shinobu. Ở pháo đài vô cực Douma chiến đấu với 3 người gồm Shinobu, Kanao và Inosuke. Trong một biện pháp tuyệt vọng để đánh bại hắn ta, Shinobu tiêm một lượng lớn hoa tử đằng vào cơ thể cô và cho phép bản thân bị hấp thụ, làm hắn ta yếu đi và cho phép Kanao và Inosuke tiêu diệt hắn.
Akaza (猗窩座) - Thượng Huyền Tam
Lồng tiếng bởi: Akira Ishida  
Một con quỷ hay tranh chấp giữ vị trí Thượng Huyền Tam, có hai chuỗi hạt màu đỏ đeo hai bên cổ chân, thân mình có nhiều vạch kẻ đen. Anh coi thường những người mà cho là yếu đuối và cho những người mà anh cho là đủ mạnh để có được sự tôn trọng của mình - cơ hội trở thành quỷ. Khi còn là một con người, anh là một thiếu niên tên là Hakuji (狛治), khi còn nhỏ, anh đã trộm cắp để chăm sóc người cha ốm yếu của mình trước khi tự sát để giải thoát anh khỏi gánh nặng chăm sóc ông. Hakuji được võ sĩ Keizo nhận nuôi và được anh huấn luyện trong khi yêu con gái Koyuki của ông. Gia đình nuôi của Hakuji đã bị giết khi một võ đường đối thủ đầu độc họ, khiến anh phải một tay tàn sát họ, sau đó Muzan biến anh thành quỷ. Akaza chiến đấu và giết chết Rengoku, sau đó chiến đấu với Tanjiro và Giyu trong Pháo đài Vô cực, trong thời gian đó anh lấy lại ký ức con người của mình và tự sát bằng cách phá hủy cơ thể và ngừng tái sinh, chết vì điều đó.
Hantengu (半天狗) - Thượng Huyền Tứ
Lồng tiếng bởi: Toshio Furukawa (bản gốc) Yūichirō Umehara (Sekido), Kaito Ishikawa (Karaku), Shunsuke Takeuchi (Urogi), Soma Saito (Aizetsu), Koichi Yamadera (Zohakuten)
Một con quỷ hèn nhát giữ vị trí Thượng Huyền Tứ. Hantengu thể hiện sức mạnh thực sự của mình khi chia mình thành nhiều bản sao biểu thị những cảm xúc khác nhau, mỗi người sở hữu ngoại hình, tính cách và khả năng riêng biệt: Sekido (tức giận), Karaku (niềm vui), Aizetsu (buồn bã), Urogi (vui vẻ), Zohakuten (hận thù) và Urami (tức giận). Khi từng là con người, hắn ta là một tên tội phạm giả tạo, luôn khoe khoang sự vô tội của mình bất chấp sự kết án trước khi Muzan biến hắn thành một con quỷ. Được Muzan cử đến làng thợ rèn để ngăn chặn các thanh gươm đặc biệt cung cấp cho điệp phủ, Hantengu chiến đấu với 4 người gồm Tanjiro, Nezuko, Genya và Mitsuri. Tanjiro gần như giết hắn ta, nhưng hắn cố sống sót đủ lâu để thông báo cho Muzan về khả năng miễn dịch mới của Nezuko với ánh sáng mặt trời.
Nakime (鳴女) - Tân Thượng Huyền Tứ
Lồng tiếng bởi: Marina Inoue  
Một con quỷ chơi biwa sở hữu Pháo đài Vô cực (異空間無限城, Ikūkan Mugen-jō), một chiều không gian thay thế mà Muzan đã biến thành căn cứ hoạt động của mình. Khi từng là con người, cô là một nhạc sĩ gặp khó khăn, người đã hình thành thói quen giết người trước khi biểu diễn, vì cô liên kết việc giết người với tiếng vỗ tay. Cuối cùng cô đã gặp Muzan khi cô cố giết hắn ta, chỉ để nhận được sự tôn trọng của hắn vì đã theo dõi hắn và ban cho cô cuộc sống mới dưới dạng một con quỷ. Nakime trở thành Thượng Huyền Tứ mới sau cái chết của Hantengu và sau đó đối đầu với Mitsuri và Obanai cho đến khi Yushiro khống chế cô, khiến Muzan phải giết cô để ngăn kẻ thù của mình nắm quyền kiểm soát pháo đài.
Gyokko (玉壼)
Lồng tiếng bởi: Kohsuke Toriumi  
Một con quỷ kiêu ngạo nắm giữ vị trí Thượng Huyền Ngũ. Không giống như con quỷ khác, Gyokko có ngoại hình rất méo mó với đôi mắt nằm trên trán và miệng cùng với hai cái miệng ở vị trí mắt của mình. Khi còn là một con người, hắn là một dân làng bị tẩy chay, người nảy sinh nỗi ám ảnh về xác chết sau khi cha mẹ hắn chết đuối trên biển và thi thể của họ dạt vào bờ. Hắn ta bắt cóc và giết một đứa trẻ trước khi bị đâm và bỏ mặc cho đến chết, sau đó Muzan biến hắn ta thành một con quỷ. Hăn tự nhận mình là một nghệ sĩ và tự hào về những sáng tạo của mình, bao gồm cả việc biến cơ thể nạn nhân thành những tác phẩm điêu khắc sống động, kỳ dị. Hắn ta tấn công Làng rèn kiếm cùng với Hantengu và đụng độ Muichirō, gần như giết được cậu. Nhưng sau khi Muichirō thức tỉnh Ấn Diệt Quỷ hình mây đỏ, hắn đã bị Muichirō chém đầu.
Daki (堕姫) - Thượng Huyền Lục
Lồng tiếng bởi: Miyuki Sawashiro
Một con quỷ nóng nảy chia sẻ vị trí Thượng Huyền Lục với anh trai cô là Gyutaro. Daki lợi dụng công việc làm oiran ở khu đèn đỏ để thu hút nạn nhân. Khi còn là một con người, cô được đặt tên là Ume (梅, bệnh giang mai), theo tên căn bệnh đã giết chết mẹ cô, và được Gyutaro nuôi dưỡng trong khu ổ chuột phố đèn đỏ nơi họ sinh ra. Vẻ đẹp của cô đã dẫn đến thành công ở quận tại còn trẻ mặc dù tính cách hay thay đổi, cho đến khi cô bị thiêu sống ở tuổi mười ba bởi một khách hàng mà cô tấn công. Cô sắp chết cùng với Gyutaro khi Doma cứu họ bằng cách biến họ thành quỷ, và sau đó giới thiệu họ với Thập Nhị. Cô sử dụng một chiếc thắt lưng obi làm bằng thịt của mình, cô cũng dùng nó để hấp thụ nạn nhân và đặt họ vào một địa điểm bí mật trước khi ăn thịt họ. Sau khi Zenitsu và Inosuke giết cô (trong khi Tengen và Tanjiro đấu với Gyutaro) chém đầu cùng lúc, cô trở lại hình dáng con người trước đây và gặp Gyutaro ở thế giới bên kia, từ chối rời xa anh mặc dù anh cố gắng đẩy cô ra xa để cô không phải xuống Địa ngục, nhắc nhở anh về lời hứa sống sót của họ.
Gyutaro (妓夫太郎, Gyūtarō) - Thượng Huyền Lục
Lồng tiếng bởi: Ryōta Ōsaka
Một con quỷ ghét con người chia sẻ vị trí Thượng Huyền Lục với em gái của mình là Daki. Từng là con người, anh sinh ra ở khu ổ chuột phố đèn đỏ cùng với Daki và bị tẩy chay vì vẻ ngoài khó coi. Ume đã mang lại cho anh niềm vui và cho phép anh ôm lấy tính cách hèn hạ của mình trong khi kiếm sống bằng nghề đòi nợ, chỉ để bị trọng thương sau khi giết chết người khách hàng đã thiêu sống cô; Doma sau đó đã biến anh thành quỷ. Anh thường ẩn náu trong cơ thể của Daki và xuất hiện bất cứ khi nào tính mạng của cô bị đe dọa. Anh chiến đấu bằng cách sử dụng máu độc và hai lưỡi liềm thịt làm Huyết Quỷ Thuật của mình. Với tư cách là người nắm giữ kép Thượng hạng Sáu, Gyutaro phải bị chặt đầu cùng với Daki thì mới thực sự tiêu diệt được cả hai. Sau khi Tengen và Tanjiro giết anh ta, anh bày tỏ sự hối hận vì đã gây ảnh hưởng tiêu cực đến Ume khi cô còn sống và quyết định xuống Địa ngục một mình để chuộc tội, nhưng anh hài lòng sau khi Ume từ chối rời xa mình.
Kaigaku (獪岳) - Tân Thượng Huyền Lục
Lồng tiếng bởi: Yoshimasa Hosoya
Một con quỷ trẻ đã đạt được vị trí Tân Thượng Huyền Lục sau cái chết của Daki và Gyutaro. Từng là một con người, cậu là một trong những đứa trẻ mồ côi được Gyomei chăm sóc; cậu bị những đứa trẻ khác đuổi ra ngoài vì ăn trộm tiền của ngôi chùa và gặp phải một con quỷ, cậu ta đã thả nó vào chùa để đổi lấy mạng sống của mình, dẫn đến cái chết của họ và Gyomei (trước khi trở thành Nham Trụ) bị giam cầm oan uổng. Sau đó, cậu trở thành thành viên của Sát quỷ đoàn, học Hơi thở Sấm sét từ Jigoro cùng với Zenitsu (hắn và Zenitsu là học trò của Cựu minh trụ Jigoro), trước khi phản bội họ và cho phép Kokushibo biến cậu thành quỷ, khiến Jigoro thực hiện seppuku để chuộc tội. Không giống như Zenitsu, người chỉ thành thạo thức đầu tiên trong sáu thức Hơi thở Sấm sét, Kaigaku chỉ thành thạo năm thức còn lại. Cậu ta bị giết khi Zenitsu tấn công cậu bằng thức thứ bảy tự học.

#### Hạ Huyền
Hạ Huyền (下弦, Kagen) của Thập Nhị, những người có thành viên liên tục thay đổi so với các Thượng Huyền. Sau cái chết của Rui, Muzan giết tất cả bọn chúng ngoại trừ Emmu.
Enmu (魘夢) - Hạ Huyền Nhất
Lồng tiếng bởi: Daisuke Hirakawa
Một con quỷ tàn bạo giữ vị trí Hạ Huyền Nhất và là nhân vật phản diện chính của phần Chuyến tàu Vô tận. Hắn hết lòng vì Muzan, đã đạt được địa vị hiện tại và được Muzan thừa nhận. Khi còn là một con người, hắn ta là một kẻ sát nhân ảo tưởng, người đã giả làm một người chữa bệnh để lừa tiền của mọi người và bị Muzan biến thành một con quỷ, Muzan có ý định ăn thịt hắn. Huyết quỷ thuật của hắn cho phép mình thao túng giấc mơ và ác mộng của một người. Là Hạ Huyền duy nhất mà Muzan tha sau khi tàn sát những người khác, Enmu được giao nhiệm vụ giết một Trụ cột và Tanjiro, đồng thời đặt bẫy Tanjiro và những người bạn của cậu ấy trên một chuyến tàu, nhưng cuối cùng Tanjiro đã giết hắn ta.
Rui (累) - Hạ Huyền Ngũ
Lồng tiếng bởi: Kōki Uchiyama
Một con quỷ trông như đứa trẻ giữ chức vụ Hạ Huyền Ngũ. Khi còn là con người, cậu là một cậu bé ốm yếu được Muzan biến đổi. Cậu ta đã giết cha mẹ mình để tự vệ khi họ định giết cậu để chuộc tội; điều này đã khiến Rui quên đi ký ức con người của mình. Là một thành viên được ưu ái của Thập Nhị, cậu được Muzan cho phép biến những con người và lũ quỷ khác có dòng máu của mình thành một gia đình thay thế, những người mà cậu ta lạm dụng do quan điểm sai lệch về mối quan hệ gia đình. Điều này khiến cậu ghen tị với mối quan hệ của anh em Kamado, vì cậu mất đi thái độ bình tĩnh và tấn công thất thường cho đến khi Giyu giết. Trong những giây phút cuối cùng, cậu nhớ đến cha mẹ mình và đoàn tụ với họ ở Địa ngục.
Kyogai (響凱, Kyōgai) - Cựu Hạ Huyền Lục
Lồng tiếng bởi: Junichi Suwabe
Một con quỷ và từng là Cựu Hạ Huyền Lục. Hắn ta được biết đến với cái tên "Quỷ trống" (鼓鬼, Tsuzumi Oni). Sau khi Muzan tước bỏ cấp bậc của hắn do dần mất khả năng ăn thịt người và đạt đến giới hạn của mình, hắn ta cố gắng một cách ám ảnh để giành lại vị trí của mình trong Thập Nhị, tấn công và ăn thịt những người đi ngang qua Dinh thự Tsuzumi. Hắn ta chiến đấu bằng cách sử dụng trống tsuzumi được gắn vào cơ thể mình; tấn công chúng có thể thay đổi các phòng xung quanh ngôi nhà cũng như vị trí của hắn ta trong đó, đồng thời cho phép hắn tung ra những đòn chém không khí mạnh mẽ. Sau một trận chiến kéo dài, Tanjiro giết chết hắn ta.
Kamanue (釜鵺) - Hạ Huyền Lục
Lồng tiếng bởi: KENN
Một con quỷ giữ vị trí Hạ Huyền Lục. Hắn ta là thành viên đầu tiên của Hạ Huyền bị Muzan giết khi quyết định thanh trừng các thành viên sau khi hắn ta đặt câu hỏi về kỳ vọng của mình, điều mà Muzan coi là thách thức.
Mukago (零余子) - Hạ Huyền Tứ
Lồng tiếng bởi: Kana Ueda  
Một con quỷ giữ vị trí Hạ Huyền Tứ. Muzan giết cô sau khi suy luận rằng cô sợ Sát quỷ hơn hắn ta và cho rằng nỗ lực giữ thể diện của cô là mâu thuẫn với hắn.
Wakuraba (病葉) - Hạ Huyền Tam
Lồng tiếng bởi: Sōichirō Hoshi  
Một con quỷ giữ chức vụ Hạ Huyền Tam. Muzan giết anh khi cố gắng trốn thoát khỏi Pháo đài Vô cực.
Rokuro (轆轤) - Hạ Huyền Nhị
Lồng tiếng bởi: Taiten Kusunoki
Một con quỷ giữ chức vụ Hạ Huyền Nhị. Anh bị giết khi xin máu của Muzan để có được sức mạnh và chiến đấu vì hắn ta.
Hairo - Cựu Hạ Huyền Nhị
Bị Rengoku giết và anh lên chức trụ cột.

### Gia đình Nhện
Quỷ Nhện (Mẹ) (蜘蛛鬼 「母」, Kumo Oni: Haha)
Lồng tiếng bởi: Ami Koshimizu
Là thành viên của Gia đình Nhện. Khi còn là con người, cô là một cô gái trẻ bị biến thành quỷ, sau đó Rui đã buộc cô phải đảm nhận vai "Mẹ" và thay đổi ngoại hình. Cô có thể điều khiển nạn nhân của mình như những con rối bằng cách sử dụng những sợi tơ được gắn vào họ bởi những con nhện nhỏ màu trắng. Cô sống trong nỗi sợ hãi Rui, và cuối cùng cho phép Tanjiro giết cô khi họ chiến đấu, để cô được tự do.
Quỷ Nhện (Cha) (蜘蛛鬼 「父」 , Kumo Oni: Chichi)
Lồng tiếng bởi: Tetsu Inada
Một thành viên của Gia đình Nhện, người đảm nhận vai trò "Cha". Không giống như những người còn lại trong gia đình, ngoại hình của hắn kém con người hơn, sở hữu đầu nhện trên cơ thể hình người. Khi tấn công Tanjiro và Inosuke, hắn ta bị giết sau khi Giyu can thiệp.
Quỷ Nhện (Anh) (蜘蛛鬼 「兄」 , Kumo Oni: Ani)
Lồng tiếng bởi: Showtaro Morikubo
Một thành viên của Gia đình Nhện, người đảm nhận vai trò "Anh cả" và là một trong hai người trong gia đình không có hình dáng giống con người, sở hữu đầu người và thân nhện. Hắn ta có khả năng biến con người thành những con bán nhện quái dị khi tay sai của hắn cắn. Cuối cùng hắn ta bị giết bởi Zenitsu.
Quỷ Nhện (Chị) (蜘蛛鬼 「姉」 , Kumo Oni: Ane)
Lồng tiếng bởi: Ryōko Shiraishi
Một thành viên của Gia đình Nhện, người đảm nhận vai trò "Chị cả" sau khi cầu xin Rui cho sự an toàn khỏi Sát quỷ đội. Cô có khả năng tạo ra những sợi tơ có tính axit để hòa tan nạn nhân và biến họ thành thức ăn. Cô suýt giết Murata, nhưng Shinobu đã khuất phục và giết cô.

### Các con quỷ khác
- Quỷ đền
- Quỷ tay
- Quỷ đầm lầy
- Quỷ bóng ném Susamaru
- Quỷ mũi tên Yahaba
- Quỷ dải khăn daki
- Quỷ tốc độ Slasher
- Quỷ sáo

## Nhà Kamado
Gia tộc Kamado là dòng dõi thợ làm than và là hậu duệ của Sumiyoshi, bạn thân của Yoriichi Tsugikuni và là tổ tiên của Hinokami Kagura, được lập ra như một lời hứa sẽ bảo tồn Hơi thở Mặt trời của ông qua các con cháu. Sau khi Muzan sát hại họ trong nỗ lực tạo ra một con quỷ miễn dịch với ánh sáng mặt trời, những người sống sót duy nhất là Tanjiro và Nezuko.
Tanjuro Kamado (竈門 炭十郎, Kamado Tanjūrō)
Lồng tiếng bởi: Shinichiro Miki
Chồng của Kie và cha của Tanjiro và Nezuko, người được Tanjiro thừa kế đôi bông tai và Hinokami Kagura từ đó. Mặc dù cơ thể yếu ớt và bệnh tật, Tanjuro vẫn rất thành thạo trong việc sử dụng chiêu thức này, không bao giờ mệt mỏi trong buổi nhảy kéo dài hàng đêm trong thời tiết lạnh giá (Ông đã từng biểu diễn Hoả Thần Vũ Khúc cho cả nhà xem và sau này Tanjirō đã hô biến điệu múa này thành đòn đánh của riêng mình) và có thể chặt đầu một con gấu lớn một cách dễ dàng.
Kie Kamado (竈門 葵枝, Kamado Kie)
Lồng tiếng bởi: Hōko Kuwashima
Vợ của Tanjuro và mẹ của Tanjiro và Nezuko. Sau khi chồng qua đời, cô phải một mình chăm sóc con cái và Tanjiro giúp đỡ cô. Cô đã cố gắng hỗ trợ và giữ cho gia đình mình được hạnh phúc cho đến khi qua đời.
Takeo Kamado (竈門 竹雄, Kamado Takeo)
Lồng tiếng bởi: You Taichi  
Con thứ ba của gia đình Kamado và là em trai đầu tiên của Tanjiro. Không giống như gia đình, cậu là người dè dặt và sống nội tâm hơn.
Hanako Kamado (竈門 花子, Kamado Hanako)
Lồng tiếng bởi: Konomi Kohara  
Con thứ tư của gia đình Kamado và là em gái thứ hai của Tanjiro. Cô yêu mến cậu và muốn đi theo khi Tanjiro đi bán than nhưng Kie cấm cô rời đi. Tanjiro bảo cô hãy đợi mình cho đến khi cậu quay lại, nhưng đã bị giết sau đó.
Shigeru Kamado (竈門 茂, Kamado Shigeru)
Lồng tiếng bởi: Kaede Hondo  
Đứa con thứ năm của gia đình Kamado. Giống như Hanako, cậu yêu mến Tanjiro và muốn đi theo nhưng đã bị giết khi Tanjiro quay trở lại.
Rokuta Kamado (竈門 六太, Kamado Rokuta)
Lồng tiếng bởi: Aoi Koga  
Con út của gia đình Kamado, người đã bị giết mặc dù Nezuko đã cố gắng bảo vệ cậu. Cô thường nhớ đến cậu khi nhìn thấy những con người khác.

### Con cháu của Tanjiro và Kanao
Sumihiko Kamado (竈門 炭彦, Kamado Sumihiko)
Một cậu bé 15 tuổi là hậu duệ của Tanjiro và Kanao ở thời hiện đại và ngoại hình giống Tanjiro.
Kanata Kamado (竈門 カナタ, Kamado Kanata)
Một cậu bé 16 tuổi và là hậu duệ của Tanjiro và Kanao ở thời hiện đại. Cậu là anh trai của Sumihiko và ngoại hình giống Kanao.

## Nhà Rengoku
Shinjuro Rengoku (煉獄 槇寿郎, Rengoku Shinjurō)
Lồng tiếng bởi: Rikiya Koyama
Cựu Viêm Trụ và là cha của Kyojuro và Senjuro. Sau cái chết của vợ, ông rơi vào trạng thái trầm cảm và từ chối nhiệm vụ của mình với tư cách là Viêm Trụ, trở nên phẫn nộ với Quân đoàn Sát quỷ. Kể từ đó, ông dành cả ngày để uống rượu ở nhà cho đến khi nhận được tin nhắn cuối cùng của Kyojuro, yêu cầu ông hãy chăm sóc bản thân. Trong trận chiến cuối cùng chống lại Muzan, ông bảo vệ gia đình Ubuyashiki cùng với Tengen.
Ruka Rengoku (煉獄 瑠火, Rengoku Ruka)
Lồng tiếng bởi: Megumi Toyoguchi
Người vợ quá cố của Shinjuro và mẹ của Kyojuro và Senjuro, người đã truyền cho Kyojuro những quy tắc đạo đức để sử dụng sức mạnh của mình bảo vệ kẻ yếu.
Senjuro Rengoku (煉獄 千寿郎, Rengoku Senjurō)
Lồng tiếng bởi: Junya Enoki
Em trai của Kyojuro, người kết bạn với Tanjiro và bắt đầu nghiên cứu những tài liệu còn sót lại từ di sản của gia tộc về Hinokami Kagura và mối liên hệ của nó với Hơi thở Mặt trời. Sau đó, cậu gửi một lá thư cho Tanjiro mô tả thức thứ mười ba bị thất lạc từ Hinokami Kagura, hy vọng nó sẽ giúp cậu trong trận chiến chống lại Muzan.
Tojuro Rengoku (煉獄 桃寿郎, Rengoku Tōjurō)
Hậu duệ hiện đại của gia tộc Rengoku, có ngoại hình và tính cách giống Kyojuro và là bạn thân của Sumihiko.

## Một số nhân vật khác
Sabito
Là học trò xuất sắc của cựu Thủy trụ Urokodaki Sakonji. Trong kì thi sát hạch của Sát Quỷ Đội, cậu đã xả thân cứu các thí sinh khác và bị quỷ tay giết hại. Cậu và Makomo, cũng là học trò của của cựu Thủy trụ huấn luyện cho Tanjiro trước kì tuyển chọn vào Sát Quỷ Đoàn.
Makomo
Học trò của cựu Thủy trụ Urokodaki Sakonji. Trong một kì thi tuyển chọn vào Sát Quỷ Đội cô và Sabito đã bị quỷ tay sát hại. 
Quạ Kasugai
Là quạ của Sát Quỷ Đội làm nhiệm vụ truyền tin được phát cho các kiếm sĩ diệt quỷ.
Ukogi (Chuntaro)
Ukogi là chú chim sẻ truyền tin của Agatsuma Zenitsu. Được Zenitsu thân mật gọi là Chuntaro. Trước khi có đội quạ truyền tin thì đã có một đội chim sẻ làm nhiệm vụ tương tự, những chú chim sẻ khác khi làm đã bị quỷ ăn thịt. Ukogi là chú chim sẻ duy nhất còn sống vì quá nhát gan. Vì muốn cống hiến cho Sát Quỷ Đội nên trong kì tuyển chọn, Ukogi đã thấy Zenitsu có tính cách giống mình nên đã chọn cậu làm bạn đồng hành. 
Tamayo
Tamayo là con quỷ đầu tiên thoát khỏi lời nguyền của Muzan. Trước khi Tamayo bị biến thành quỷ, cô có một cuộc sống hạnh phúc bên gia đình gồm chồng và con, không may cô bị mắc một căn bệnh nan y và được Muzan hứa hẹn sẽ chữa khỏi bệnh cho cô, nhưng không ngờ lại bị chính hắn biến cô thành quỷ. Sau khi vừa biến thành quỷ, với bản tính khát máu, Tamayo đã ăn thịt gia đình của mình, khi mơ hồ lấy lại nhận thức cô phát hiện chính mình ăn thịt cả gia đình và trở thành cánh tay đắc lực của Muzan. Nhận được sự giúp đỡ của kiếm sĩ Yoriichi, cô đã chỉnh sửa lại cơ thể để giảm bớt bản năng quỷ của mình, trở thành một bác sĩ để chuộc lại lỗi lầm khi còn là thuộc hạ dưới tay của Muzan. 
Yushiro
Cậu là con quỷ đầu tiên và duy nhất được Tamayo biến thành quỷ sau 200 năm làm quỷ của Tamayo. Cậu ít bị ảnh hưởng bởi bản năng loài quỷ và không bị mất đi ý thức và cũng không phải chịu sự kiểm soát của bất kì con quỷ nào. 
Murata
Một kiếm sĩ diệt quỷ vô cùng hài hước và may mắn.
Hashibira Kotoha
Mẹ ruột của Hashibira Inosuke, đã bị Thượng huyền nhị Douma giết hại và ăn thịt.
Makio, Suma và Hinatsuru
Vợ của Âm trụ Uzui Tengen. 
Tsugikuni Yoriichi
Người kiếm sĩ đầu tiên dùng hơi thở, là người mở ấn diệt quỷ mà vẫn sống qua tuổi 25.
Koyuki
Vợ của Hakuji (Akaza).

## Nhân vật phụ
Saburo
Toyo
Teruko
Shoichi
Kiyoshi
Hisa
Ozaki
Fuku và Tomi
Tokitō Yuichirō